# Corporate Raider
Ein Corporate Raider, auch Unternehmensplünderer genannt, ist ein Finanzinvestor, der eine Mehrheitsbeteiligung an meist börsennotierten Unternehmen erwirbt, um sie anschließend entweder mit Gewinn weiterzuveräußern oder zu zerschlagen, das heißt unprofitable Unternehmensbereiche zu veräußern und gegebenenfalls zu liquidieren. Corporate Raider werden in den deutschen Medien durch ihre Kritiker auch als Heuschrecken bezeichnet.
Alternativ zu einer vollen Übernahme des Unternehmens besteht die Strategie des Investors auch oft darin, nach dem Erwerb einer Minderheitsbeteiligung öffentlichen Druck auf das Management auszuüben. Dies kann dann zum Abtreten der Führungsriege oder zu der, zumindest teilweisen, Umsetzung der geforderten Unternehmensstrategie führen. 
Wenn die Einzelteile eines Unternehmens einen höheren Wert aufweisen als das Ganze, kann bei einer Zerschlagung des Unternehmens ein Gewinn durch Freisetzen flüssiger Mittel oder durch den Verkauf von Finanzbeteiligungen und Immobilien, aber auch Anlagen und Schutzrechten (Marken, Patente) realisiert werden.

## Bekannte Corporate Raider
- Ivan Boesky
- Vincent Bolloré
- James Goldsmith
- Carl Icahn
- Guy Wyser-Pratte
- Jean-Marie Messier

## Corporate Raiders in der Fiktion
- Im Spielfilm Wall Street von 1987 spielt Michael Douglas einen Corporate Raider namens Gordon Gekko. Die Zerschlagung einer Flugfirma ist dabei Hauptkonflikt zwischen den Hauptfiguren Gordon Gekko und Bud Fox (gespielt von Charlie Sheen).
- Die Hauptfigur Edward Lewis im Spielfilm Pretty Woman (1990) versucht das Unternehmen „Morse Industries“ zu übernehmen. Dabei bedient er sich politischer Einflussnahme. Nachdem er sich in Vivian verliebt hat und nachdenklicher geworden ist, beschließt er am Ende des Films etwas zu schaffen, anstatt nur zu zerstören. Daher plant er, das Unternehmen nicht zu zerschlagen, sondern neue Aufträge zu akquirieren.
- „Larry the Liquidator“ ist die Hauptfigur des Spielfilms Das Geld anderer Leute (1991). Danny DeVito spielt Larry, der das Traditionsunternehmen „New England Wire and Cable“ zerschlagen will. Die Tochter des Unternehmensgründers, in die er sich verliebt hat, überredet ihn nach der feindlichen Übernahme in neue Produkte zu investieren und das Unternehmen doch noch zu retten.